# Confine tra Libia e Tunisia
Il confine tra la Libia e la Tunisia ha una lunghezza di 461 km e va dal Mar Mediterraneo a nord fino al triplice confine con l'Algeria a sud.

## Descrizione
Il confine inizia a nord sulla costa mediterranea a Ras Agedir / Adjir, proseguendo via terra verso sud e poi verso sud-ovest attraverso una serie di linee irregolari fino al triplice confine con l'Algeria.

## Storia
Per la maggior parte del XIX secolo sia la Tunisia che le regioni costiere della Libia moderna (organizzata come Vilayet della Tripolitania) facevano parte dell'Impero ottomano, sebbene con un ampio grado di autonomia de facto. La Francia occupò la Tunisia nel 1881 e creò un protettorato. La Francia e gli Ottomani stabilirono un confine sulla costa tra la Tunisia e la Tripolitania nel 1886, che fu poi esteso verso sud fino alle vicinanze della città-oasi di Gadames nel 1892. Un trattato del 19 maggio 1910 ha poi perfezionato il confine in modo più dettagliato ed è stato poi delimitato a terra con pilastri nel 1910-11.
Nel settembre 1911 l'Italia invase la Tripolitania e l'anno successivo fu firmato il Trattato di Ouchy con il quale gli Ottomani cedettero formalmente la sovranità dell'area all'Italia. L'Italia organizzò le regioni appena conquistate nelle colonie della Cirenaica italiana e della Tripolitania italiana e iniziò gradualmente a spingersi più a sud;nel 1934 furono uniti i due territori come la Libia italiana.
Durante la campagna nordafricana della seconda guerra mondiale l'Italia fu sconfitta e le sue colonie africane furono occupate dalle potenze alleate, con la Libia divisa in zone di occupazione britannica e francese. La Libia ottenne in seguito la piena indipendenza il 2 dicembre 1951. La Francia concesse l'indipendenza alla Tunisia nel 1956 e il confine è diventato uno tra due stati sovrani.
Nel 2011 il dittatore libico Muammar Gheddafi è stato rovesciato nella guerra civile, che saltuariamente si è riversata nel territorio tunisino, provocando anche l'attraversamento al confine di migliaia di rifugiati. Il confine rimane insicuro a causa della guerra civile in corso in Libia.
Nel marzo 2023, il presidente tunisino Kaïs Saïed ha denunciato il giacimento offshore libico. Kais Saied lamenta che la Tunisia abbia ricevuto solo "briciole da Bouri", mentre un'equa ripartizione delle sue entrate potrebbe "soddisfare tutte le esigenze della Tunisia e non solo". E questo, mentre la controversia intorno alla zona di confine marittimo tra Libia e Tunisia fu decisa in favore della Libia dalla Corte Internazionale di Giustizia (ICJ) nel 1982. Decisione confermata nel 1985 dallo stesso organo organizzativo.
Attualmente non ci sono nuove discussioni tra le parti interessate sul percorso finale del confine tra Tunisia e Libia.

## Insediamenti vicino al confine

### Libia
- El Assa
- Wazzin

### Tunisia
- Alouet el Gouna
- Dehibet